# Johannes Schwertfeger
Johann(es) Schwertfeger (auch: Meißner, Misnerus; * um 1488 in Meißen; † 10. Mai 1524 in Wittenberg) war ein deutscher Theologe und Rechtswissenschaftler.

## Leben
Geboren als Sohn des Bürgermeisters Nicolaus Schwertfeger, bezog er im Sommersemester 1506 die Universität Leipzig, wechselte im Folgejahr an die Universität Wittenberg und bezog am 18. November 1508 die Universität Ingolstadt. Nachdem er fünf Jahre lang studiert und sich dabei vor allem auf das geistliche und weltliche Recht konzentriert hatte, kehrte er in seine Heimatstadt zurück und errichtete dort eine Rechtspraxis. 1519 schenkte er dem Kurfürsten Friedrich dem Weisen zwei wertvolle Manuskripte, die der König von Ungarn dem verstorbenen Bischof von Meißen geschenkt hatte und die Schwertfeger neu in den Druck gebracht hatte.
Schwertfeger, der damals Geistlicher geworden war, trug somit zur Erweiterung der Universitätsbibliothek des Kurfürsten bei, was auch die Aufmerksamkeit Philipp Melanchthons erregte. Denn neben seinem literarischen Interesse hatte er sich neben dem Studium der Rechtswissenschaften auch Studien der Theologie, der griechischen und lateinischen Sprache gewidmet. Dies erachtete man als wichtige Voraussetzung, um das juristische Studium zu reformieren. Nach dem Weggang von Wolfgang Stähelin, als Kanzler an den Hof Herzog Heinrich der Fromme von Sachsen, wurde Schwertfeger von Martin Luther, Melanchthon und Georg Spalatin im Januar 1521 für dessen Professur der Lectura Digesti veteris vorgeschlagen.
Jedoch verzögerte sich die Angelegenheit mehrere Monate, da der Kurfürst Schwertfeger nur ein geringes Gehalt bezahlen wollte. Erst im Juni konnte Schwertfeger mit einer jährlichen Besoldung von 70 Gulden angestellt werden, als Professor des römischen Rechts. Daher promovierte er im Sommersemester 1521 in Wittenberg gemeinsam mit Gregor Brück zum Doktor der Rechte und wurde am 8. April 1522 in den Senat der Juristenfakultät aufgenommen. Zudem übernahm er für 20 Gulden auch die Vorlesungen über Kirchenrecht von Justus Jonas dem Älteren, der ein theologisches Studium verfolgen wollte.
Die Professur war zugleich mit der Aufgabe eines kurfürstlichen Rates gekoppelt. Im Wintersemester 1522/23 wurde er Rektor der Wittenberger Hochschule. Ihm waren aber nur noch wenige Jahre des Wirkens gegeben, da er sehr jung verstarb. Schwertfeger war ein Kleriker gewesen und dies noch Anfang 1521. Er vermählte sich später mit Anna Barbara Krapp, einer Schwester des Hieronymus Krapp und der Frau Melanchthons, der Katharina Melanchthon geborene Krapp.  Anna Barbara, geborene Krapp überlebte ihn und heiratete später Sebaldus Münsterer. Er zählte zum engen Freundeskreis von Luther, der ihm seine „Compendiaria dialectices“ widmete. Seinen Schwager Melanchthon unterstützte er bei der Herausgabe der „Passion Christi und Antichristi“. So lobt ihn Luther als „guten Mann“, und Melanchthon urteilt über ihn, dass seine Bildung in Theologie und weltlichen Wissenschaften löblich sei.